# 10552 Stockholm
För andra betydelser, se Stockholm (olika betydelser).
10552 Stockholm eller 1993 BH13 är en asteroid i huvudbältet som upptäcktes den 22 januari 1993 av den belgiske astronomen Eric W. Elst vid La Silla-observatoriet. Den är uppkallad efter den svenska huvudstaden Stockholm.
Asteroiden har en diameter på ungefär 9 kilometer.